# Andrew Drummond (artista)
Andrew Drummond es un pintor y escultor neozelandés, nacido el año 1951 en Nelson.

## Datos biográficos
Fue alumno de la Universidad de Waterloo en Ontario, Canadá, donde se graduó en 1976. En 1980 fue galardonado con la Beca Frances Hodgkins.
Es Senior lecturer en escultura de la Escuela de Bellas Artes de la Universidad de Canterbury en Christchurch, Nueva Zelanda.